# Маор Леві
Маор Леві (івр. מאור לוי, нар. 18 червня 2000, Нешер) — ізраїльський футболіст, півзахисник клубу «Маккабі» (Нетанья) та молодіжної збірної Ізраїлю.
Виступав також за клуб «Маккабі» (Хайфа).
Дворазовий чемпіон Ізраїлю.

## Клубна кар'єра
Народився 18 червня 2000 року в місті Нешер. Вихованець футбольної школи клубу «Маккабі» (Хайфа). Дорослу футбольну кар'єру розпочав 2019 року в основній команді того ж клубу, в якій провів чотири сезони, взявши участь у 46 матчах чемпіонату. 
Протягом 2023—2024 років захищав кольори клубу «Маккабі» (Петах-Тіква).
До складу клубу «Маккабі» (Нетанья) приєднався 2024 року. Станом на 10 липня 2025 року відіграв за команду з Нетаньї 32 матчі в національному чемпіонаті.

## Виступи за збірні
У 2017 році дебютував у складі юнацької збірної Ізраїлю (U-17), загалом на юнацькому рівні взяв участь у 5 іграх.
Протягом 2021–2022 років залучався до складу молодіжної збірної Ізраїлю. На молодіжному рівні зіграв у 8 офіційних матчах.

## Статистика виступів

### Статистика клубних виступів
Станом на 13 липня 2024
| Сезон                             | Команда                           | Чемпіонат                         | Чемпіонат | Чемпіонат | Національний кубок | Національний кубок | Національний кубок | Континентальні кубки | Континентальні кубки | Континентальні кубки | Інші змагання | Інші змагання | Інші змагання | Усього | Усього |
| Сезон                             | Команда                           | Ліга                              | Ігор      | Голів     | Ліга               | Ігор               | Голів              | Ліга                 | Ігор                 | Голів                | Ліга          | Ігор          | Голів         | Ігор   | Голів  |
| --------------------------------- | --------------------------------- | --------------------------------- | --------- | --------- | ------------------ | ------------------ | ------------------ | -------------------- | -------------------- | -------------------- | ------------- | ------------- | ------------- | ------ | ------ |
| 2019–20                           | «Маккабі» (Хайфа)                 | ПЛ                                | 4         | 0         | КІ+КТ              | 0+1                | 0                  |                      | -                    | -                    |               | -             | -             | 5      | 0      |
| 2020–21                           | «Маккабі» (Хайфа)                 | ПЛ                                | 22        | 0         | КІ+КТ              | 2+2                | 0                  |                      | -                    | -                    |               | -             | -             | 26     | 0      |
| 2021–22                           | «Маккабі» (Хайфа)                 | ПЛ                                | 14        | 3         | КІ+КТ              | 5+2                | 0                  | ЛЧ+ЛК                | 1+7                  | 0+1                  | СІ            | 1             | 0             | 30     | 4      |
| 2022-січ. 2023                    | «Маккабі» (Хайфа)                 | ПЛ                                | 6         | 0         | КІ                 | 2                  | 0                  | ЛЧ                   | 1                    | 0                    | СІ            | 0             | 0             | 9      | 0      |
| Усього за Maccabi Haifa           | Усього за Maccabi Haifa           | Усього за Maccabi Haifa           | 46        | 3         |                    | 14                 | 0                  |                      | 9                    | 1                    |               | 1             | 0             | 70     | 4      |
| січ.-черв. 2023                   | «Маккабі» (Петах-Тіква)           | ЛЛ                                | 13        | 1         | КІ                 | 0                  | 0                  |                      | -                    | -                    |               | -             | -             | 13     | 1      |
| 2023–24                           | «Маккабі» (Петах-Тіква)           | ПЛ                                | 28        | 5         | КІ                 | 4                  | 3                  |                      | -                    | -                    |               | -             | -             | 32     | 8      |
| Усього за «Маккабі» (Петах-Тіква) | Усього за «Маккабі» (Петах-Тіква) | Усього за «Маккабі» (Петах-Тіква) | 41        | 6         |                    | 4                  | 3                  |                      | -                    | -                    |               | -             | -             | 45     | 9      |
| Усього за кар'єру                 | Усього за кар'єру                 | Усього за кар'єру                 | 87        | 6         |                    | 18                 | 3                  |                      | 9                    | 1                    |               | 1             | 0             | 115    | 13     |

## Титули і досягнення
- Чемпіон Ізраїлю (2):

«Маккабі» (Хайфа): 2020-2021, 2021-2022